# Dschoomart Otorbajew

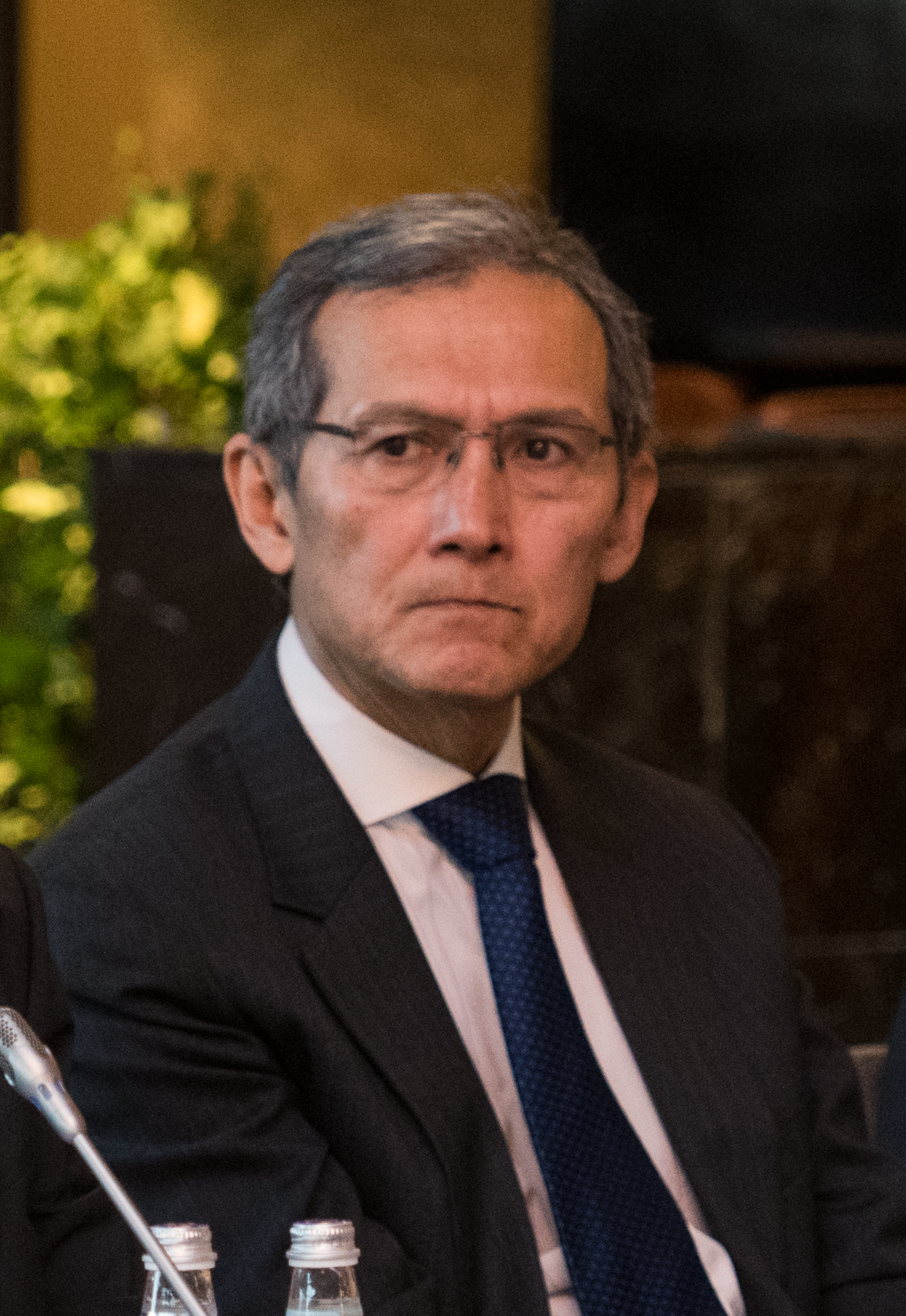
Dschoomart Otorbajew

Dschoomart Kajypowitsch (Kajyp uulu) Otorbajew (kirgisisch Жоомарт Кайыпович (Кайып уулу) Оторбаев) (* 18. August 1955 in Frunse, Kirgisische SSR) ist ein parteiloser kirgisischer Politiker und amtierte zwischen 2014 und 2015 als Premierminister seines Heimatlandes. Zuvor war er bereits Berater an der Europäischen Bank für Wiederaufbau und Entwicklung, sowie Vize-Premierminister im Kabinett seines Vorgängers Dschantörö Satybaldijew.

## Frühes Leben und Ausbildung
Otorbajew wurde im August 1955 in Frunse geboren. Sein Vater Kajyp Otorbajew war Dozent an der Jusup Balasagyn Kyrgyz National University, seine Mutter Marija Nanajewa arbeitete als Abteilungsleiterin an der Kirgisisch-Staatlichen I. Arabaev Universität, beide in Bischkek. 1978 schloss Otorbajew sein Studium an der Staatlichen Universität Sankt Petersburg mit einem Diplom in Physik ab. Daraufhin promovierte er am Lebedew-Institut, einem Institut der Russischen Akademie der Wissenschaften in Moskau, und erhielt seinen Doktortitel in Physik 1981. Nach einer weiteren Promotion erhielt Otorbajew 1989 seinen zweiten Doktortitel in allgemeiner Physik, ebenfalls von der Russischen Akademie der Wissenschaften. 1990 wurde ihm von der Höheren Attestierungskommission der Sowjetunion (VAK) der Professorentitel der Physik verliehen.
Zwischen 1989 und 2005 war Dschoormat Otorbajew als Wissenschaftler tätig. Danach übernahm er die Leitung eines Labors an der Kirgisischen Akademie der Wissenschaften, war Professor und Dozent an der Jusup Balasagyn Kyrgyz National University, sowie an der Kirgisisch-Russischen Slawischen Universität in Bischkek. Zudem war er zwischen 1992 und 1996 Gastprofessor an der Technischen Universität in Eindhoven, Niederlande.

## Politische Karriere
Im Jahre 2001 wurde Otorbajew Berater von Präsident Akajew und beschäftigte sich seitdem in seiner Funktion als Sonderbeauftragten des Präsidenten mit der Erhöhung von Investitionen, sowie der wirtschaftlichen Unterstützung von Afghanistan. Im April 2006 wurde er Berater bei der Europäischen Bank für Wiederaufbau und Entwicklung und hatte dieses Amt bis Dezember 2011 inne. Dort war er maßgeblich involviert in die Organisation von bilateralen Gesprächen zwischen Kirgisistan und anderen post-sowjetischen Staaten wie Georgien, Armenien, Republik Moldau und Tadschikistan, aber auch der Mongolei.
Von 2002 bis 2005, sowie von 2011 bis 2012, war Otorbajew stellvertretender Minister für Wirtschaft der kirgisischen Republik. Am 6. September 2012 wurde er zum Vize-Premierminister ernannt. Daneben war er außerdem kirgisischer Vertreter bei der Weltbank, der Asiatischen Entwicklungsbank und der Europäischen Bank für Wiederaufbau und Entwicklung. Am 26. März 2014 wurde Otorbajew zum Premierminister der kirgisischen Republik gewählt, nachdem die Regierung seines Vörgängers Dschantörö Satybaldijew die Mehrheit im Parlament verloren hatte. Satybaldijew war bereits einen Tag zuvor zurückgetreten. Am 4. April 2014 wurde Otorbajews Kabinett von Präsident Almasbek Atambajew vereidigt.
Am 23. April 2015 trat Otorbajew von seinem Amt zurück, da ihm im Parlament eine schlechte Regierungsarbeit vorgeworfen wurde.